# Meningodora mollis
Meningodora mollis is een garnalensoort uit de familie van de Acanthephyridae. De wetenschappelijke naam van de soort en van het geslacht Meninogodora is voor het eerst geldig gepubliceerd in 1882 door Sidney Irving Smith. De soort werd in 1880 ontdekt voor de oostkust van de Verenigde Staten, ter hoogte van North Carolina.